# 罗马尼亚护照
羅馬尼亞護照（羅馬尼亞語：Pașaport românesc）是簽發給羅馬尼亞國民的國際旅行證件，也可作為羅馬尼亞公民身份的證明。除了使持有人能夠進行國際旅行並作為羅馬尼亞公民身份的證明外，護照還有助於在沒有羅馬尼亞駐外使館情況下（如果需要）獲得羅馬尼亞駐外領事官員或其他歐盟成員國的協助。
根据2025年1月8日发布的亨利护照指数，罗马尼亚护照可免签证、落地签证或电子签证入境178个国家和地区，位居世界第15，与保加利亚、摩纳哥护照并列。依照歐盟條約第21條授予的自由遷徙和居留權，羅馬尼亞公民可以在歐盟內的任何國家生活和工作。
每個羅馬尼亞公民也是歐盟公民。護照連同國民身份證被允許在歐盟、歐洲經濟區和瑞士的任何國家自由流動和居住。如果第三國沒有羅馬尼亞大使館，持照人可以向任何其他成員國的大使館尋求領事保護。

## 外部連結
- Europa Travelling in Europe 2010 （页面存档备份，存于）
- Europa Summaries of EU Legislation （页面存档备份，存于）